# レッド・ハウス

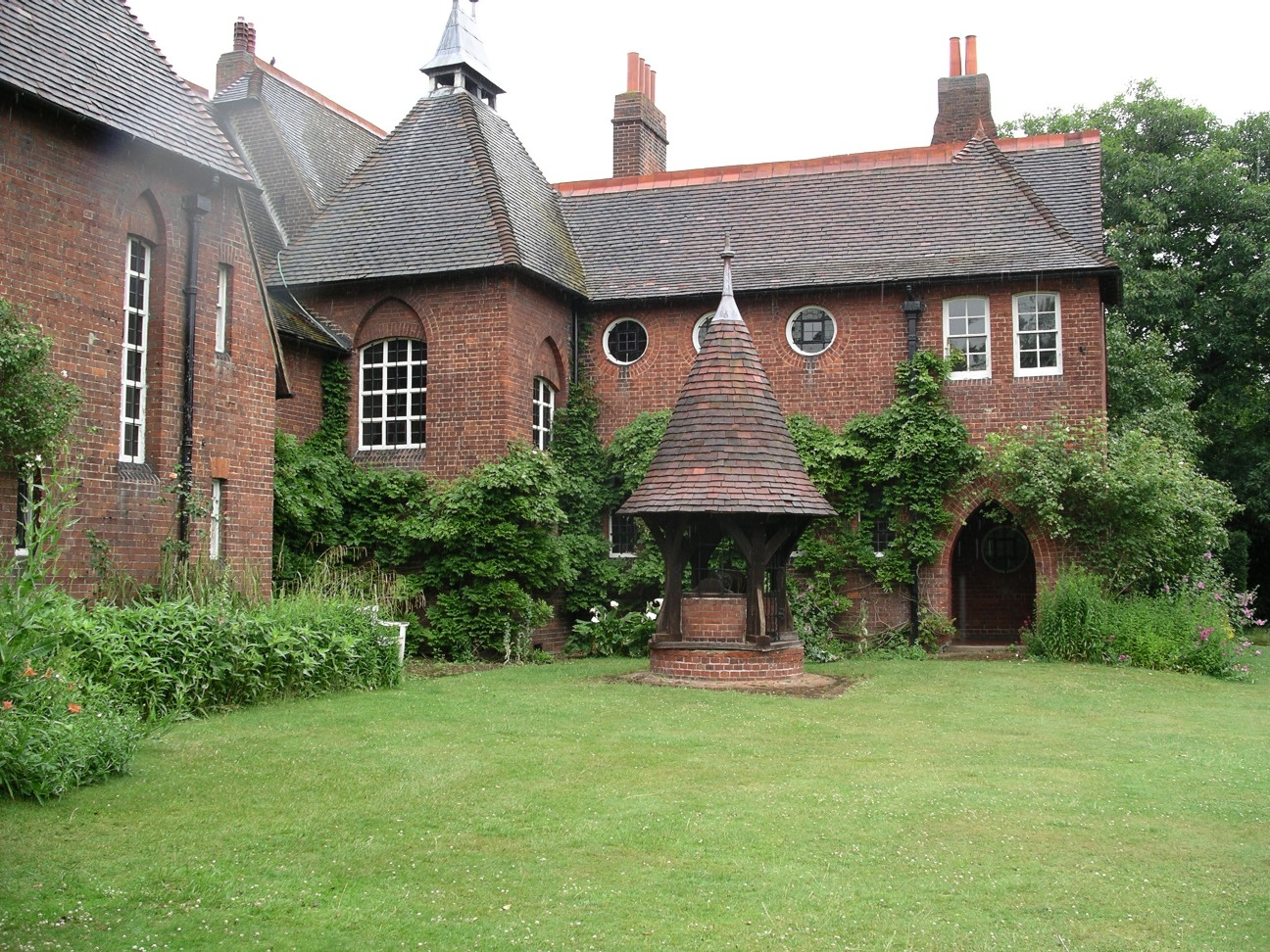
庭園方向から見たレッドハウス

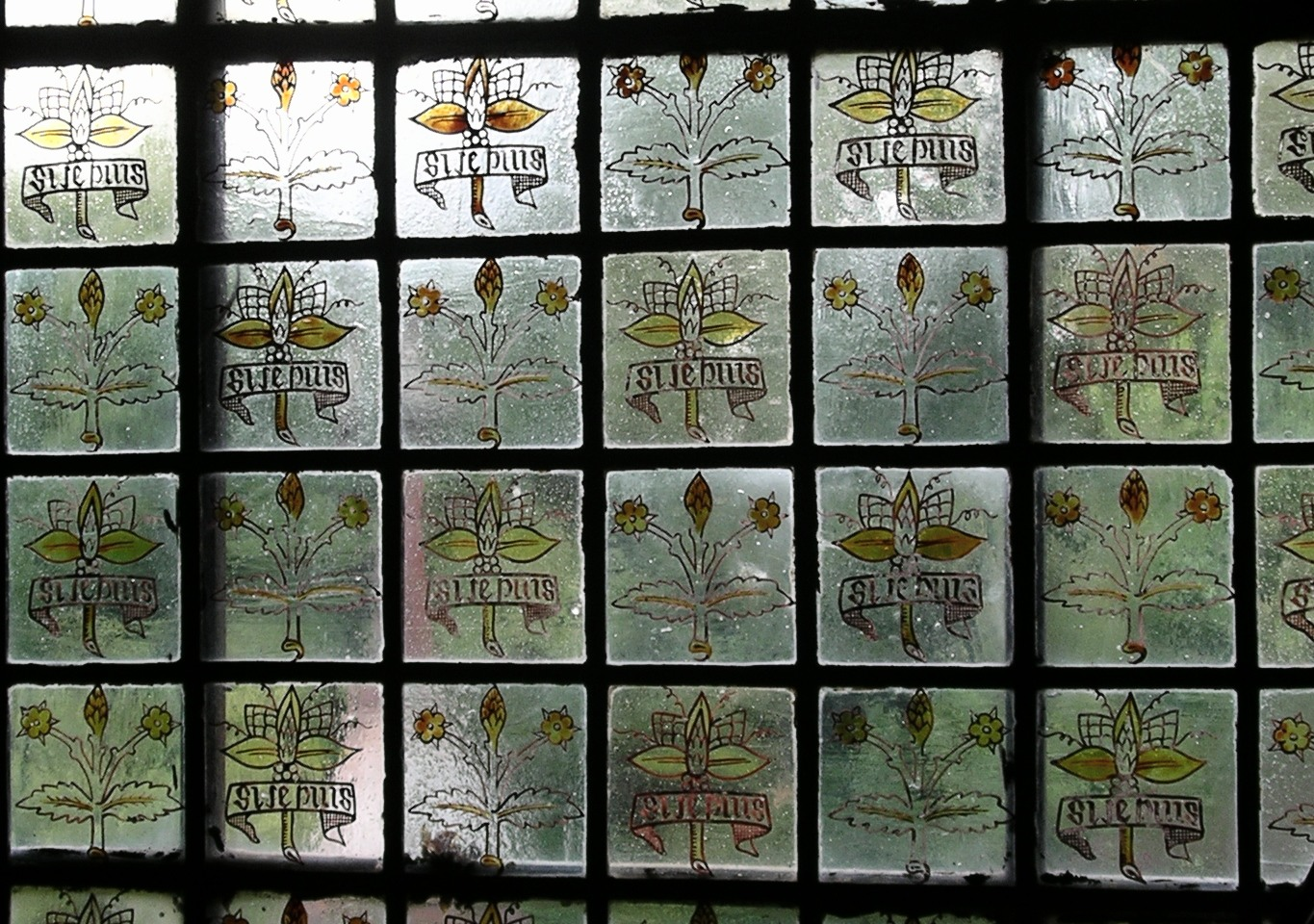
レッドハウスの窓ガラス

レッドハウス（Red House、赤い家）は、イングランドのケント州ベクスリヒース（現在のベクスリー・ロンドン特別区）に建てられたウィリアム・モリスの自邸。アーツ・アンド・クラフツ運動の原点となった郊外住宅である。現在ナショナル・トラストにより管理されている。

## 概要
1859-1860年にウィリアム・モリスの自邸として建てられた。モリスの友人フィリップ・ウェッブが設計し、ウィリアム・ケントの施工で建設された。
1858年、モリスとウェッブらはフランス旅行に出かけ、モリスの結婚後の新居について議論し、中世風の住宅を建てることに決めた。翌年4月、25歳のモリスと10代のジェーンが結婚し、同じ頃設計図が完成。ロンドン郊外に建設が始まり、1860年夏に竣工した。
煉瓦造2階建、赤煉瓦の壁は中世風の外観である。L字型の平面で、1階（ground floor）に玄関ホール、応接間、食堂、台所など、2階（first floor）に書斎、談話室、寝室などを配する。住宅にふさわしいテーブル、椅子、戸棚など家具類一式をウェッブがデザインし、友人らも協力して制作した。調度装飾を整えるのに何年もかかった。
この家の調度品を制作する過程で、モリス、ウェッブ、ロセッティ、バーン=ジョーンズらはロンドン中心部のレッドライオン・スクエアにモリス・マーシャル・フォークナー商会を設立した（1861年）。
1865年に大英博物館近くのブルームスベリーに住まいと商会が移転し、レッドハウスはモリスの手を離れた。

## 参考資料
- 『生活と芸術－アーツアンドクラフツ展 ウイリアム・モリスから民芸まで』朝日新聞社（2008年）
- 『モダンデザインの父 ウイリアム・モリス』東京国立近代美術館（1997年）